# Paray-le-Monial

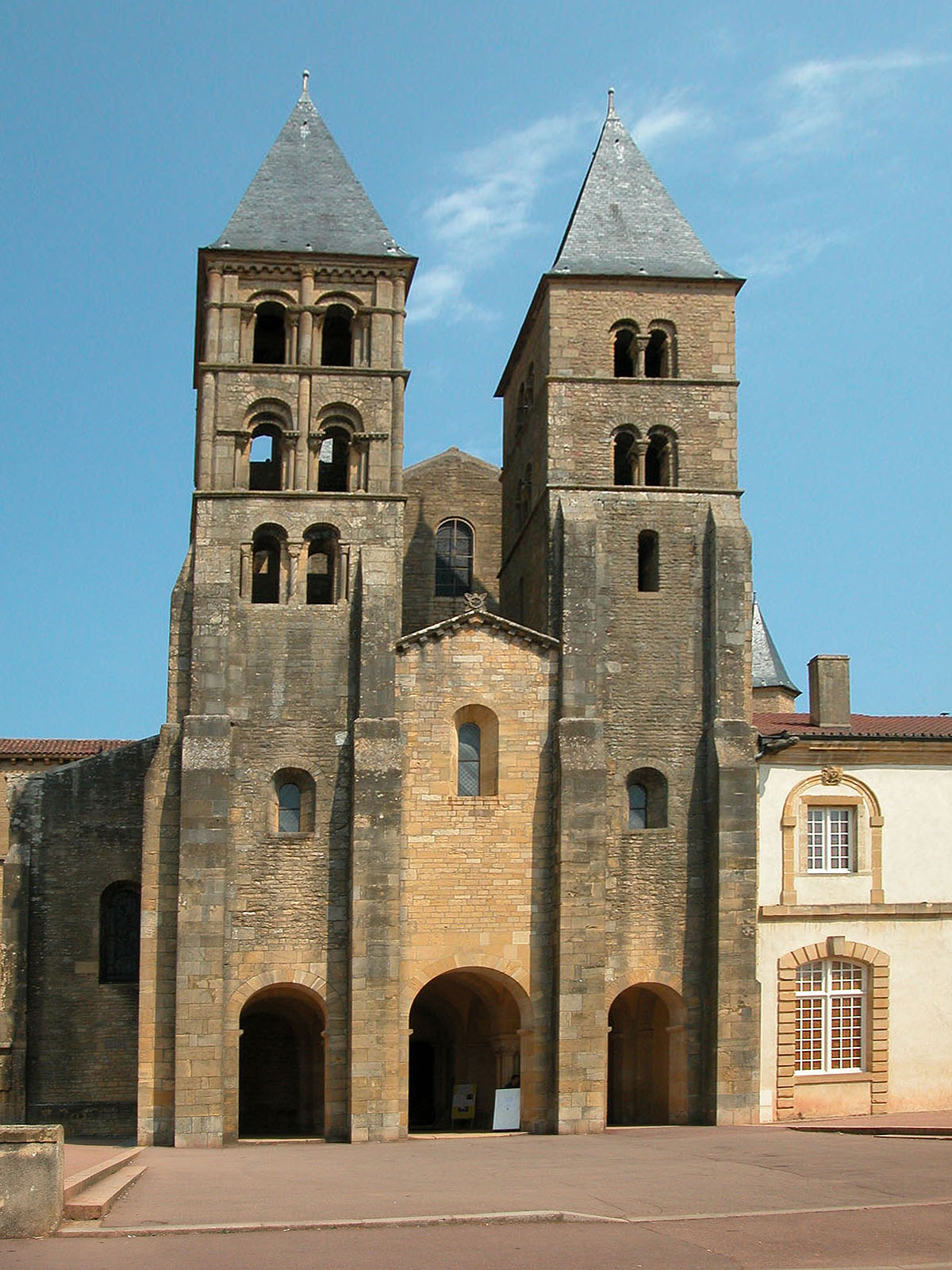
Basilikan Sacré-Cœur i Paray-le-Monial.

Paray-le-Monial är en stad och kommun i departementet Saône-et-Loire (Bourgogne-Franche-Comté) i östra Frankrike. År 2022 hade Paray-le-Monial 9 256 invånare.
I den romanska basilikan Sacré-Cœur fick nunnan Marguerite-Marie Alacoque 1675 en uppenbarelse av Jesu hjärta. Idag är staden en viktig vallfartsort.

## Befolkningsutveckling
Antalet invånare i kommunen Paray-le-Monial
| Referens: INSEE |